# Heather Pease Olson
Heather Pease Olson (* 29. September 1975 in Monterey, Kalifornien als Heather Pease) ist eine ehemalige US-amerikanische Synchronschwimmerin.

## Erfolge
Heather Pease Olson gewann mit Gold ihre erste internationale Medaille im Mannschaftswettbewerb des Weltcups 1993 in Lausanne. Bei den Weltmeisterschaften 1994 in Rom war sie lediglich Ersatzfrau der US-amerikanischen Équipe, die Weltmeisterinnen wurden. Eine weitere Goldmedaille gewann Pease Olson mit der US-amerikanischen Synchronmannschaft schließlich in Atlanta beim Weltcup. Bei den Olympischen Spielen 1996 in Atlanta gehörte Pease Olson ebenfalls zum Aufgebot der Vereinigten Staaten im Mannschaftswettbewerb. Zusammen mit Tammy Cleland, Becky Dyroen-Lancer, Emily LeSueur, Margot Thien, Jill Savery, Nathalie Schneyder, Heather Simmons-Carrasco, Jill Sudduth und Suzannah Bianco gelang ihr mit 99,720 Punkten das beste Ergebnis des Wettkampfs, womit die US-Amerikanerinnen Olympiasiegerinnen wurden. Sie erhielten vor den Kanadierinnen, die mit 98,367 Punkten Silber gewannen, und vor den mit 97,753 Punkten drittplatzierten Japanerinnen die Goldmedaille. Im Jahr 2000 erfolgte Pease Olsons zweite Olympiateilnahme in Sydney. Die Mannschaftskonkurrenz schlossen die US-Amerikanerinnen mit 96,104 Punkten diesmal auf dem fünften Platz ab.
Pease Olson absolvierte ein Studium an der Stanford University, für die sie 1997 und 1998 in verschiedenen Disziplinen insgesamt sieben NCAA-Titel gewann. In Stanford war sie im Anschluss an ihr Studium auch zunächst als Assistenztrainerin im Synchronschwimmen tätig. In der Folge rückte sie zur Cheftrainerin auf und vom US-amerikanischen Synchronschwimmverband 2001 zur Direktorin der Nationalmannschaft ernannt.